# Skaldjur
Inte att förväxlas med kräftdjur

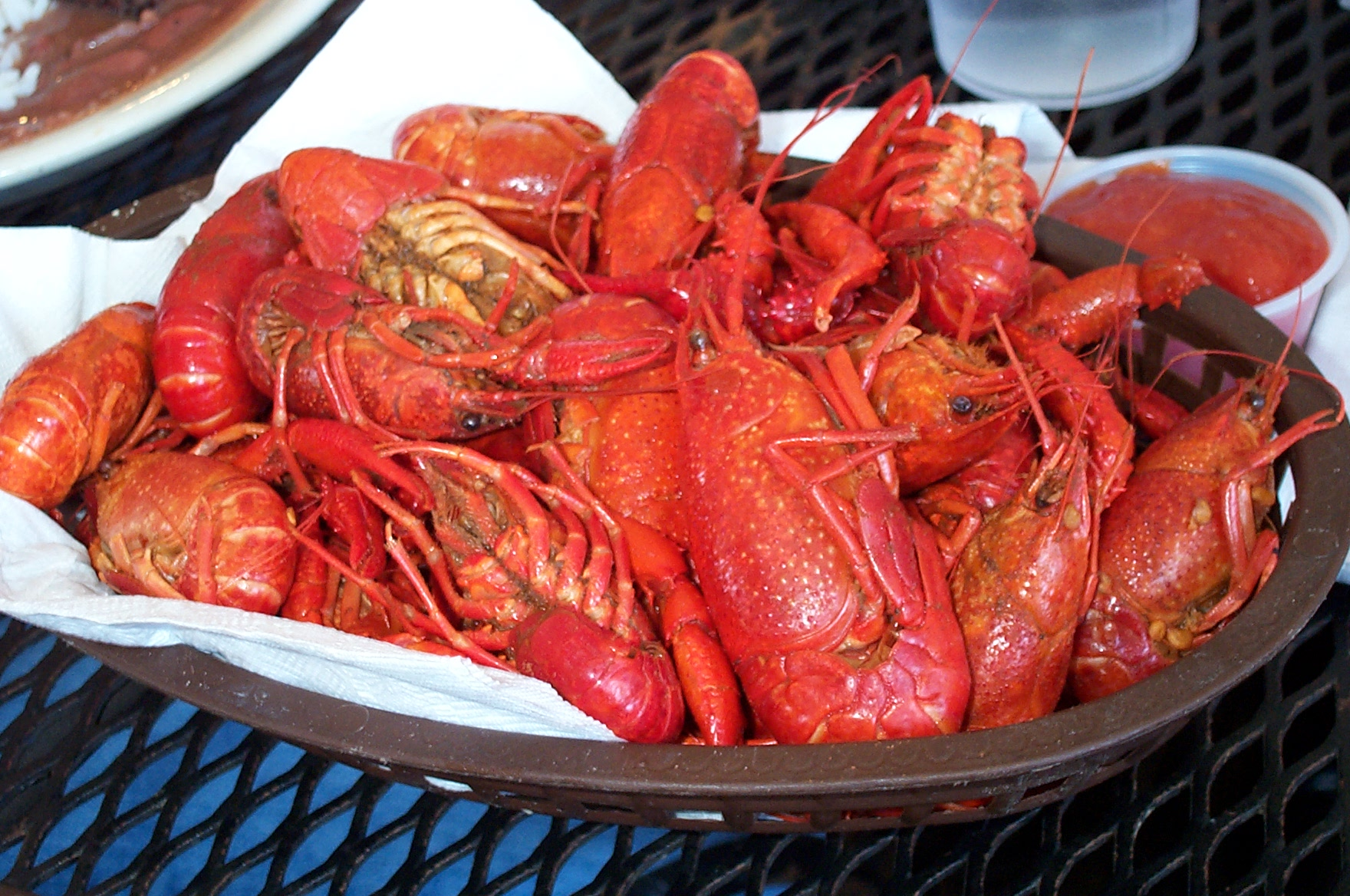
Kräftor är skaldjur

Skaldjur är en matlagningsterm, som också används inom fiskerinäringen‚ för marina ryggradslösa djur med exoskelett, det vill säga någon form av hårt yttre skal, som omfattar blötdjur, kräftdjur och tagghudingar. Merparten av skaldjuren hämtas ifrån saltvattenmiljöer, men vissa återfinns enbart i färskvatten, exempelvis flodkräftor. Ett fåtal landlevande krabbor ingår också i skaldjuren, som exempelvis Cardisoma guanhumi som äts i Karibien.
Vanligt förekommande blötdjur i matlagning är olika arter av musslor, ostron, strandsnäckor (Littorinidae) och kammusslor (Pectinidae), medan vanligt förekommande kräftdjur är räkor, hummer, kräftor och krabba. Tagghudingar äts inte lika ofta men rom från vissa arter av sjöborre är ganska populärt i olika delar av världen.
Merparten av skaldjuren lever själva av en diet på fytoplankton och zooplankton.
Skaldjur är en av de vanligaste matallergenerna.